# Responsabilité du fait des choses en droit civil français
Pour un article plus général, voir Responsabilité du fait des choses.
La responsabilité du fait des choses concerne la situation dans laquelle un individu engage sa responsabilité délictuelle à la suite d'un préjudice qu'il aurait causé à autrui par le biais d'une chose dont il aurait eu l'usage, la direction et le contrôle au moment du dommage. Ce type de responsabilité est régi à l'article 1242 nouveau du code civil, qui dispose en son alinéa premier que :

« On est responsable non seulement du dommage que l'on cause par son propre fait, mais encore de celui qui est causé par le fait des personnes dont on doit répondre, ou des choses que l'on a sous sa garde »

— Article 1242 du Code civil, alinéa 1, version en vigueur depuis le 1er octobre 2016. Les autres alinéas de l'article 1242 traitent des dommages causés par les personnes dont on doit répondre.
Outre la loi, la jurisprudence a également rendu des arrêts définissant des règles concernant la responsabilité du fait des choses. Notamment, l'arrêt Teffaine (Cass. Civ., 16 juin 1896) affirme que la chose devient source de responsabilité si elle est manipulée par la main de l'homme et si elle présente un caractère dangereux, et l'arrêt Jand'heur (Cass., Ch. Réunies, 13 février 1930) permet à la Cour de cassation de structurer un système cohérent de responsabilité avec deux règles majeures : l'article 1242 nouveau (1384 ancien), alinéa 1er, attache la responsabilité à la garde de la chose et non à la chose elle-même, et pose à l'encontre du gardien une présomption de responsabilité. Dès lors celui-ci ne peut plus s'exonérer en prouvant qu'il n'a pas commis de faute personnelle et seule la cause étrangère peut l'en exonérer.

## Historique
Il semble aujourd'hui certain que le législateur de 1804 n'ait jamais envisagé que l'article 1384, alinéa 1er, du code civil pût fonder un régime de responsabilité applicable à tous les types de choses, et non pas seulement aux choses considérées comme particulièrement dangereuses à l'époque, à savoir les animaux et les bâtiments.
L'un des grands arrêts de la jurisprudence civile concerne l'affaire Teffaine. Cet ingénieur est tué dans l'explosion d'un remorqueur à vapeur, la veuve et les ayants droit attaquent l'employeur. La Cour d'appel indique que l'explosion est due à un défaut de construction de la chaudière et oblige l'employeur à indemniser les ayants droit. Les juges se basent sur l'interprétation de l'article 1386 du Code civil : « Le propriétaire d'un bâtiment est responsable du dommage causé par sa ruine, lorsqu'elle est arrivée par une suite du défaut d'entretien ou par le vice de sa construction. ». Un pourvoi en cassation est formé par l'employeur mais la Cour rejette le pourvoi en se basant sur l'article 1384 du Code civil et consacre le principe de responsabilité des choses,.
Il est aussi admis que la « découverte » par la Cour de cassation d'un principe autonome de responsabilité du fait des choses à l'article 1384, alinéa 1er, du code civil s'est d'abord voulue un moyen de résoudre le problème de l'indemnisation des accidents du travail. Ayant refusé de reconnaître dans le contrat de travail une obligation de sécurité à la charge de l'employeur, la Haute juridiction choisit la voie de l'article 1384 afin de dispenser les victimes de la charge de la preuve d'une faute de l'employeur.
La loi de 1898 ne signa toutefois pas l'arrêt de mort du nouveau régime. Les tribunaux en firent dans les premières années du XXe siècle d'assez nombreuses applications, mais sans que celles-ci parussent fondées sur la nécessité impérieuse de mettre en œuvre une responsabilité sans faute dans les domaines concernés
C'est en fait des années 1920-1930 qu'il faut dater la deuxième et véritable naissance du régime général de responsabilité du fait des choses. C'est à cette époque en effet que les tribunaux, confrontés à cette nouvelle source majeure de dommages que constituaient les accidents liés à la circulation automobile, se saisirent de l'article 1384, alinéa 1er, afin de faciliter l'indemnisation des victimes. On sait comment les accidents de la circulation ont fourni le matériau qui a servi à façonner le régime de la responsabilité du fait des choses dans sa forme actuelle : de Jand'heur à Franck, la plupart des grands arrêts relatifs à l'article 1384, alinéa 1er, concernent des affaires où la chose ayant causé le dommage était une automobile ou une motocyclette. 
En tant que régime spécial d'indemnisation des accidents de la circulation, le régime général de responsabilité du fait des choses a joué un rôle majeur et sans doute irremplaçable en droit français des années 1920 aux années 1980. Palliant l'inertie du législateur, la jurisprudence a grâce à ce régime fourni une protection relativement satisfaisante aux victimes d'accidents de la circulation.

## Le régime général de la responsabilité du fait des choses

### Les conditions de mise en jeu de la responsabilité du fait des choses

#### Une chose
Ici, la chose s'entend de façon très large : inerte ou en mouvement, mobilière ou immobilière, dangereuse ou pas, viciée ou non, matérielle ou non (ex : ondes, vapeur). Le corps humain n'est pas considéré comme une chose, sauf s'il constitue un tout avec la chose (ex : choc entre deux cyclistes).
Cependant, il n'est pas possible d'engager la responsabilité du fait des choses dans deux cas :
- Pour les choses sans maître (res nullius : la chose de personne) telles que l'eau, l'air ou encore la neige.
- Pour les choses abandonnées (res derelictae) comme les déchets.

#### Un fait de la chose
La chose doit avoir eu un rôle causal, actif, dans la survenance du dommage, sauf si l'usage de cette chose a été sciemment détourné par la victime
- La chose est inerte et n'est pas entrée en contact avec la victime

Une chose inerte qui n'est pas entrée en contact avec la victime ne peut être l'instrument d'un dommage, à moins que la preuve ne soit rapportée qu'elle occupait une position anormale ou qu'elle était en mauvais état (Civ. 2e, 11 janvier 1995 - Civ. 2e. 11 septembre 2014). C'est ici à la victime de prouver le rôle actif de la chose.
La jurisprudence a décelé plusieurs cas particulier :
- Le cas particulier des vitres.

Dès lors qu'il résulte des constatations des juges du fond qu'une porte vitrée, qui s'était brisée, était fragile, la chose, en raison de son anormalité, a été l'instrument du dommage (Civ. 2e, 24 février 2005. ex: Civ. 2e, 15 juin 2000). Toutefois, lorsque la vitrine était suffisamment signalée pour se manifester à une personne attentive, on considère qu'elle n'a pas été l'instrument du dommage (Civ. 2e, 28 mai 1986). De plus, lorsque la paroi de verre a concouru à la réalisation du dommage de la victime, mais que celle-ci a commis une faute d'inattention, car elle connaissait les lieux, la responsabilité du gardien de la chose n'a été engagée que pour les deux tiers seulement (Civ. 2e, 19 février 2004)
- La chose est inerte et est entrée en contact avec la victime

Une chose inerte qui est entrée en contact avec la victime est l'instrument du dommage dès lors que la preuve a été apportée que l'objet a eu un rôle causal dans la survenance du dommage. Dès lors, par exemple, malgré la preuve qu'une boîte aux lettres ayant causé un dommage ne revêt pas une position anormale ou n'est pas en mauvais état, le rôle instrumental de la chose est bel et bien actif et la responsabilité de son gardien se voit engagée (ex : Civ. 2, 25 octobre 2001 ).
- La chose est en mouvement et est entrée en contact avec la victime

Lorsqu'une chose est en mouvement et est entrée en contact avec la victime, la jurisprudence présume le rôle causal de la chose dans la survenance du dommage. C'est à celui dont la responsabilité est engagée d'apporter des éléments tendant à l'exonération de sa responsabilité.
- La chose est en mouvement mais n'est pas entrée en contact avec la victime

Lorsqu'une chose est en mouvement mais n'est pas entrée en contact avec la victime, c'est à la victime de prouver le rôle causal de la chose dans la survenance du dommage. En effet, l'article 1242, alinéa 1er, en posant comme condition à son application que le dommage ait été causé par le fait de la chose incriminée, n'exige pas pour autant la matérialité d'un contact. L'absence de contact entre la chose et la personne ou l'objet qui ont subi le dommage n'est pas nécessairement exclusive du lien de causalité (2 arrêts Civ. 22 janvier 1940).

#### La garde de la chose
La garde de la chose est la condition centrale de ce système de responsabilité. L'arrêt Franck (Cass. Ch. Réunies, 2 décembre 1941) a défini la garde de la chose comme l'usage, la direction et le contrôle de la chose. Ainsi la garde est définie sous un angle matériel : pouvoir de fait sur la chose. Ce pouvoir est objectif, c'est-à-dire qu'un dément ou un enfant peut être gardien de la chose étant donné que le discernement n'est pas une condition pour garder la chose (Civ. 2e, 30 juin 1966).
La garde présente un caractère objectif, il suffit que l'auteur du dommage soit le gardien effectif de la chose au moment du dommage (exemple : lancé d'un caillou). L'élément moral n'est pas pris en compte : peu importe que le dommage résulte d'une action volontaire ou non de l'auteur.
Le plus souvent, c'est le propriétaire qui est désigné comme gardien. C'est l'arrêt Franck du 2 décembre 1941 (Ch. Réunies) qui a révélé la présomption de garde du propriétaire. Celle-ci peut être renversée à sa charge s'il prouve que quelqu'un d'autre a l'usage, le contrôle et la direction de la chose. De plus, lorsque la détermination du propriétaire est impossible, cette présomption de garde pèse sur l'utilisateur de la chose (Civ. 2e, 28 novembre 2002).
Mais par principe il est possible d’établir un transfert de la garde chaque fois que l’on démontre qu’une personne, autre que le propriétaire, s’est emparée de l’usage, de la direction et du contrôle de la chose. Le transfert peut être également établi par un contrat, comme le contrat de prêt.
Concernant le transfert de la garde et du lien de préposition, on considère que c'est le commettant qui a la direction et le contrôle de la chose. Il serait donc gardien de la chose à la place de son préposé. Toutefois, la doctrine s'interroge par rapport à d'autres formes d'outils dont jouisse le préposé (ex. : le matériel chirurgical). Cette position est justifiée par l'idée que le préposé utilise la chose au profit de son commettant. En outre, la condition de contrôle de la chose n'est pas remplie (le préposé n'en a que l'usage et la direction).[Quoi ?]
Mais il se pose la problématique du vice inhérent à la chose et non à son gardien. La jurisprudence a donc, sur le fondement d'une thèse élaborée par Berthold Goldman[réf. nécessaire], éclairci ce point avec l'arrêt Oxygène liquide (Cass. 5 janvier 1956) en distinguant deux cas :
- Lorsque les dommages sont dus au comportement de la chose, c’est-à-dire à la manière dont elle a été utilisée, c’est le possesseur de la chose qui sera réputé le gardien.
- Mais si le dommage est dû à la structure même de la chose, c’est-à-dire à la manière dont elle est constituée, ce sera son fabricant ou son propriétaire qui sera considéré comme le gardien.

Cette distinction n'est utilisée que lorsqu'on est face à un dommage causé par une chose mue par un dynamisme propre et dangereux. La Cour de cassation a par exemple refusé de l'appliquer dans un arrêt du 20 novembre 2003 relatif à la cigarette[réf. nécessaire].
Aussi se pose la problématique de la garde collective : une chose pouvant être sous la maîtrise de plusieurs personnes à la fois. Dans cette situation, chacune des personnes, gardiens collectifs, pourra être tenue du dommage. Cela a pour intérêt de trouver des responsables lorsqu'il est impossible de désigner un responsable propre. Dans l'hypothèse où la victime fait partie du groupe de gardiens collectifs, les responsabilités des autres gardiens seront alors écartées. L'exemple type d'une garde collective est l'accident de chasse avec impossibilité de désigner l'auteur du coup de feu, les chasseurs verront donc leur responsabilité engagée in solidum.

### Les conditions d'exonération
La responsabilité du fait des choses est une responsabilité objective dite aussi de plein droit. Les seules conditions d’exonération sont donc celles de la cause étrangère :
- La force majeure : il ne faut pas que le dommage ait été créé par un vice interne de la chose. Si l’événement était normalement prévisible, alors la force majeure ne pourra être retenue. L’irrésistibilité de l’événement est appréciée in abstracto. La force majeure est exonératoire si et seulement si elle a causé le dommage dans sa totalité.
- Le fait du tiers : si le dommage est causé par le fait d’un tiers, il peut être exonératoire, à la condition que ce fait revêtisse tous les caractères de la force majeure.
- Le comportement de la victime peut éventuellement exonérer le gardien de sa responsabilité, notamment si la victime a accepté les risques. Un arrêt daté du 6 avril 1987[réf. nécessaire] précise que l'exonération sera partielle si le fait de la victime a concouru à la survenance du dommage. Un autre arrêt daté du 8 mars 1995[réf. nécessaire] précise que les risques doivent être normaux et prévisibles pour qu'il y ait exonération. Désormais toutefois, la victime d'un dommage causé par une chose peut invoquer la responsabilité résultant de l'article 1242, alinéa 1er, du code civil, à l'encontre du gardien de la chose, instrument du dommage, sans que puisse lui être opposée son acceptation des risques[9].

## Les régimes spéciaux de responsabilité du fait des choses

### L'indemnisation des accidents de la circulation
Un très fameux arrêt va créer la polémique concernant l'indemnisation des accidents de la circulation ; il s'agit de l'arrêt Desmares (Cass. Civ. 2e, 21 juillet 1982). Avec cet arrêt, la Cour de cassation va volontairement créer une situation de droit inacceptable afin de provoquer une réaction de la part du législateur. Elle va affirmer qu’en matière de responsabilité, seule la faute de la victime qui a complètement causé le dommage peut exonérer le gardien de la chose. Dès lors, le législateur va réagir en édictant la loi Badinter le 5 juillet 1985. Il ne s'agit pas d'une loi de responsabilité à proprement parler, mais d'une loi d’indemnisation des victimes d’accident de la circulation.

#### Le champ d'application de la loi
C’est une loi d’ordre public qui a vocation à s’appliquer aussi bien dans le domaine contractuel que délictuel.
- Il faut un accident de circulation

Cet accident doit être causé par un véhicule qui a vocation à circuler.
- Il faut que cela implique un véhicule terrestre à moteur.
- Il faut que ce véhicule soit impliqué dans l’accident, c'est-à-dire qu'il doit en avoir été l’une des composantes.

#### Le droit à indemnisation
La notion d’implication, condition du droit à indemnisation
La loi dit que la victime a droit à indemnisation si un véhicule terrestre à moteur est impliqué dans l’accident. Un arrêt daté du 16 mars 1996 précise qu'il suffit de prouver que le véhicule ait pu jouer un rôle causal dans le dommage sans que l’effectivité de ce rôle causal soit à établir : Jean-Luc Aubert parle d’un rapport d’éventualité. Le contact entre le véhicule et le siège du dommage présuppose une présomption d'implication.
Dès lors qu'on prouve qu’un véhicule terrestre à moteur est impliqué dans un accident de la circulation, il y a indemnisation de la victime par le gardien ou le conducteur de ce véhicule.

#### Le débiteur de l’indemnité
Il s'agit du conducteur ou du gardien du véhicule, mais en réalité, c’est surtout son assurance. Toute action contre une autre personne ne pourra se faire que sur le droit commun.
Le débiteur s'identifie par rapport à deux situations :
- lorsqu'un seul véhicule est impliqué, la victime pourra agir contre le conducteur qui a la maîtrise effective de ce véhicule mais également contre le gardien de ce véhicule. Il est possible d'agir contre les deux simultanément.
- lorsque plusieurs véhicules sont impliqués, les victimes non-conductrices pourront agir contre tous les conducteurs et tous les gardiens des véhicules impliqués. Les victimes conductrices pourront quant à elles agir les unes contre les autres.

### La responsabilité du fait des produits défectueux
Le dommage occasionné par un produit défectueux met en jeu la responsabilité du fabricant ou de l'importateur, et éventuellement celle du vendeur. Le régime de cette responsabilité est défini aux articles 1245 à 1245-17 du code civil (anciennement Art. 1386-1 et suivant du code civil).

## Ouvrages et articles
Jean-Sébastien Borghetti, « La responsabilité du fait des choses, un régime qui a fait son temps. », Revue Trimestrielle de Droit civil,‎ 2010, p. 1 et s. (ISSN 1635-4273, BNF 34380932, lire en ligne  [PDF])